# Tomice (powiat poznański)
Tomice – wieś w Polsce położona w województwie wielkopolskim, w powiecie poznańskim, w gminie Stęszew. Wieś leży na południowy zachód od Poznania, nad Jeziorem Tomickim.

## Historia

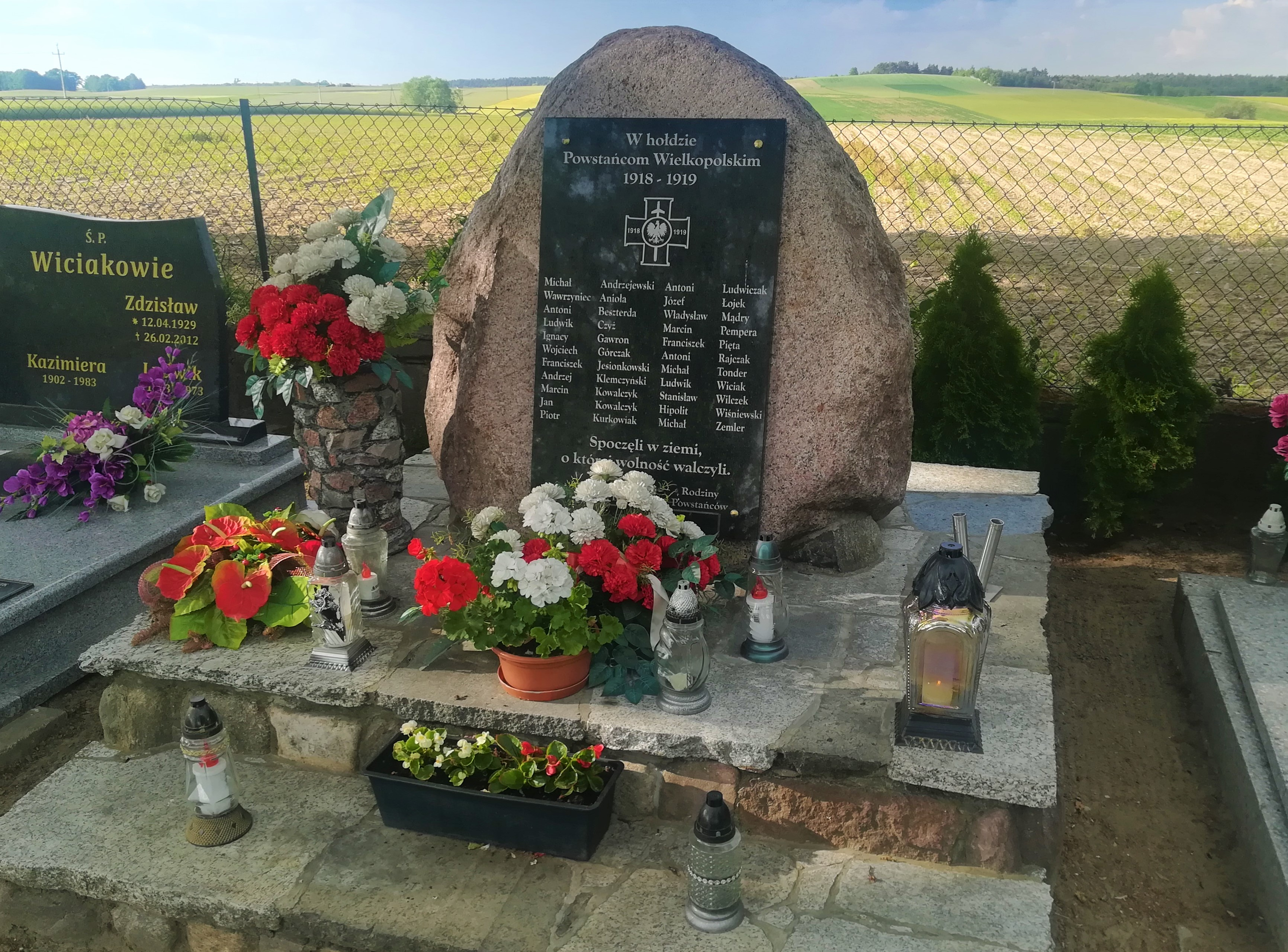
Tablica upamiętniająca powstańców wielkopolskich z Tomic i okolic na cmentarzu w Tomicach

W swojej historii stanowiła siedzibę rodu Tomickich herbu Łodzia. W Tomicach urodził się Piotr Tomicki, biskup krakowski i humanista, którego ojciec ufundował miejscowy kościół. Do 1799 Tomice należały do klucza stęszewskiego, będącego własnością ks. Jabłonowskiego, kasztelana krakowskiego, a w 1799 zostały sprzedane królowi holenderskiemu
Pod koniec XIX wieku we wsi istniała szkoła. Okrąg wiejski, w którego skład wchodził również młyn liczył 18 domostw i 181 mieszkańców (171 katolików i 10 protestantów).
W latach 1975–1998 miejscowość należała administracyjnie do województwa poznańskiego.

## Zabytki
Do rejestru zabytków Narodowego Instytutu Dziedzictwa wpisano późnogotycki kościół parafialny św. Barbary z 1463, przebudowany w 1770 w stylu barokowym i odnowiony w 1995. Najcenniejszymi obiektami są nagrobne płyty Mikołaja z Tomic, fundatora kościoła, utrzymane w stylu gotycko-renesansowym oraz dwa dzwony – z 1541 i 1613 roku.
Przez wieś przebiega  szlak turystyczny Iłowiec - Otusz.
Przy ulicy Szkolnej znajduje się figurka Najświętszej Maryi Panny Niepokalanej. 